# Sparrispotatis

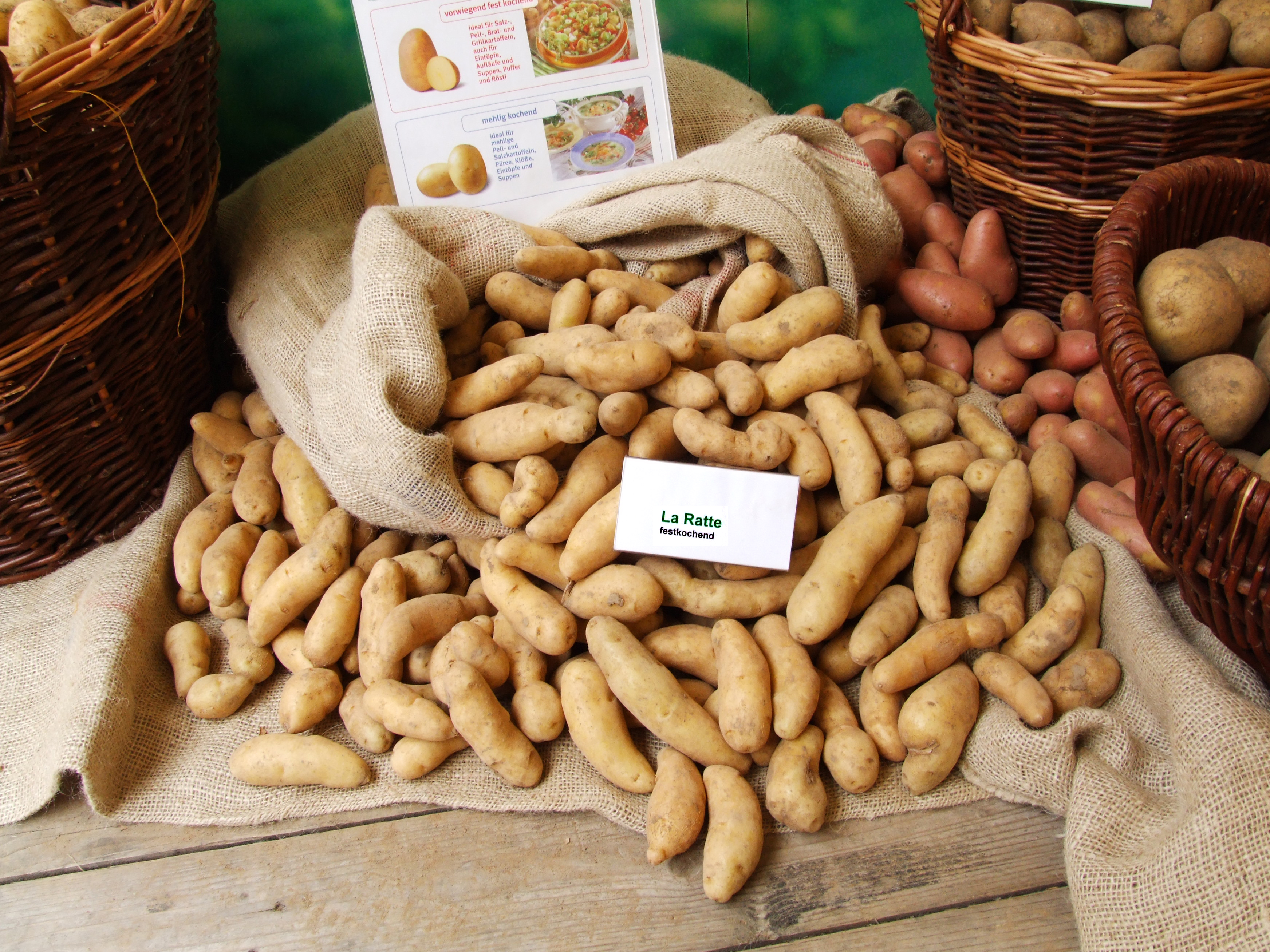
Sparrispotatis

Sparrispotatis  är en dansk potatissort som även kallas även Asperges på franska och Asparges på danska (betyder sparris). Liknar mandelpotatis men är fastkokande, har gult kött och gult skal.
Potatissorten anses vara en mycket fin delikatess.